# Bioley-Orjulaz
Bioley-Orjulaz es una comuna de Suiza perteneciente al distrito de Gros-de-Vaud del cantón de Vaud.
En 2018 tenía una población de 516 habitantes.
En la Edad Media, el territorio que actualmente ocupa el pueblo era un bosque llamado en el siglo XII "Oriola", cuyo nombre evolucionó más tarde a "Orjulaz"; este bosque pertenecía a la abadía del lago de Joux de L'Abbaye. Se conoce la existencia de la localidad desde 1516, cuando se menciona con el nombre de "Biolley orjeux". Fue un bailiazgo compartido entre Orbe y Echallens desde el siglo XV hasta 1798.
Se ubica unos 10 km al norte de Lausana.